# Corhampton and Meonstoke
Corhampton and Meonstoke is een civil parish in het bestuurlijke gebied Winchester, in het Engelse graafschap Hampshire met 759 inwoners.